# Emil Pažický
Emil Pažický, (ur. 14 października 1927 w Považskim Chlmcu, zm. 21 listopada 2003 w Bratysławie) – słowacki piłkarz, występujący na pozycji środkowego napastnika. W swojej karierze występował w zespołach ŠK Žilina (w latach 1945 - 1948), Slovan Bratysława (1948 - 1950), ATK Praga (1950 - 1952), Slovan (1952–1955), ŠK Žilina (1955 - 1956), Slovan (1956–1960) i Jednota Trenčin (1960–1961). W lidze czechosłowackiej ogółem wystąpił 251 razy, zdobywając aż 123 gole. W roku 1955 z 19 golami na koncie został królem strzelców ligi. Z zespołem Slovana trzykrotnie zdobył tytuł mistrza Czechosłowacji (1949, 1950, 1955).
W reprezentacji Czechosłowacji wystąpił w 18 meczach, zdobywając 7 goli. Zadebiutował w niej w meczu rozgrywanym 10 kwietnia 1949 w Pradze przeciwko słynnej węgierskiej "złotej jedenastce" na czele z Ferenc Puskásem. Czechosłowacja wygrała ten mecz 5:2, a Pažický strzelił wtedy piątą bramkę, która ustaliła wynik meczu. Wraz z Czechosłowacją uczestniczył w MŚ 1954 rozgrywanych w Szwajcarii.

## Mecze w reprezentacji Czechosłowacji
- 1. 10 kwietnia 1949 Praga,  Czechosłowacja -  Węgry 5:2
- 2. 22 maja 1949 Praga,  Czechosłowacja -  Rumunia 3:2
- 3. 4 września 1949 Praga,  Czechosłowacja -  Bułgaria 1:3
- 4. 30 października 1949 Ostrawa,  Czechosłowacja -  Polska 2:0
- 5. 13 listopada 1949 Paryż,  Francja -  Czechosłowacja 1:0
- 6. 20 maja 1951 Praga,  Czechosłowacja -  Rumunia 2:2
- 7. 26 kwietnia 1953 Praga,  Czechosłowacja -  Włochy 2:0
- 8. 10 maja 1953 Wrocław,  Polska -  Czechosłowacja 1:1
- 9. 14 czerwca 1953 Praga,  Czechosłowacja -  Rumunia 2:0
- 10. 6 września 1953 Sofia,  Bułgaria -  Czechosłowacja 1:2
- 11. 20 września 1953 Praga,  Czechosłowacja -  Szwajcaria 5:0
- 12. 4 października 1953 Praga,  Czechosłowacja -  Węgry 1:5
- 13. 8 listopada 1953 Bratysława,  Czechosłowacja -  Bułgaria 0:0
- 14. 13 grudnia 1953 Genua,  Włochy -  Czechosłowacja 3:0
- 15. 16 czerwca 1954 Berno,  Czechosłowacja -  Urugwaj 0:2
- 16. 19 czerwca 1954 Zurych,  Czechosłowacja -  Austria 0:5
- 17. 2 października 1955 Praga,  Czechosłowacja -  Węgry 1:3
- 18. 13 listopada 1955 Sofia,  Bułgaria -  Czechosłowacja 3:0